# État de Khartoum
Pour les articles homonymes, voir Khartoum (homonymie).

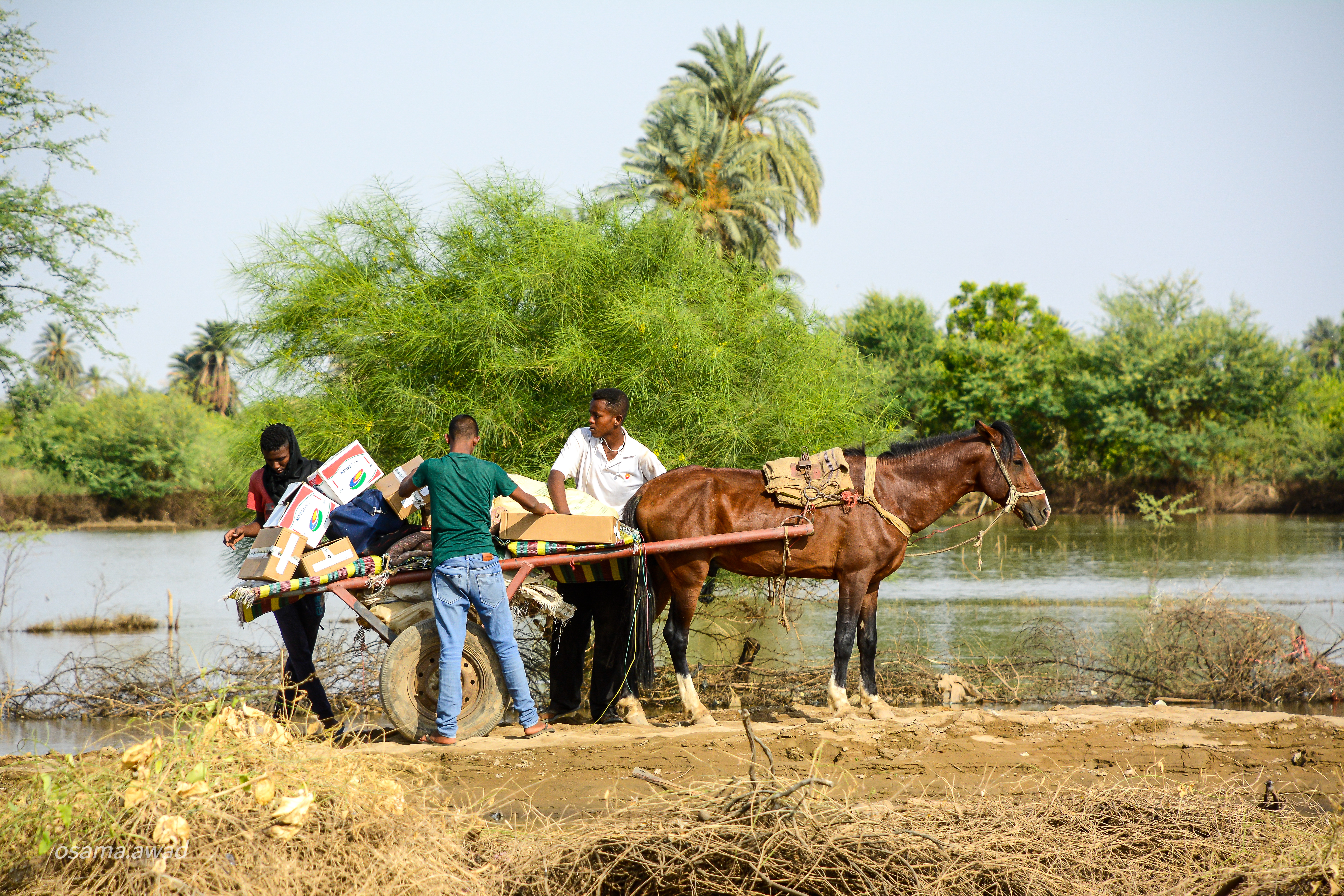
Transport de marchandises à Wad Ramly, au nord de Khartoum.

Khartoum (en arabe : الخرطوم, al-ḫrṭwm, « Al Khartoum ») est un État du Soudan.
Sa capitale est Khartoum.